# Wellington Daniel Bueno
Wellington Daniel Bueno (São Paulo, 24 de agosto de 1995), conhecido apenas como Bueno, é um futebolista brasileiro que atua como zagueiro. Atualmente, joga pelo Kashima Antlers.

## Títulos
Kashima Antlers
- Campeonato Japonês: 2016
- Copa do Imperador: 2016
- Supercopa do Japão: 2017

Atlético Mineiro
- Campeonato Mineiro: 2020, 2021